# Horst Scherbaum

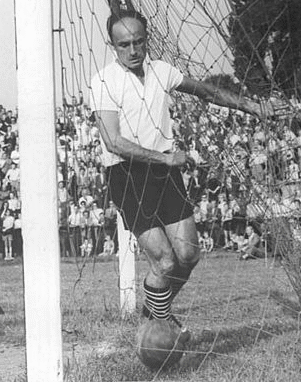
Horst Scherbaum 1958

Horst Scherbaum (* 2. August 1925 in Plauen; † 21. April 1996 in Leipzig) war Fußballspieler und Fußballtrainer im DDR-Fußballspielbetrieb. Als Spieler wurde er mit der BSG Chemie Leipzig 1951 DDR-Meister, mit ZSK Vorwärts Berlin 1954 Pokalsieger. Als Trainer gewann er 1967 mit dem FC Karl-Marx-Stadt die Meisterschaft und mit dem 1. FC Lokomotive Leipzig 1976 den Pokal. Für die DDR-Nationalmannschaft bestritt Scherbaum fünf Länderspiele.

## Stationen als Spieler
Horst Scherbaum spielte in der Jugend bis 1942 für den SV Concordia Plauen. Nach dem Zweiten Weltkrieg war er bei der SG Plauen-Süd aktiv. Mit ihr wurde er 1947 Vogtland-Kreismeister. Im Alter von 25 Jahren wechselte Scherbaum 1950 zur Betriebssportgemeinschaft (BSG) Chemie Leipzig in die DDR-Oberliga, der höchsten Spielklasse im DDR-Fußball. Bereits in seiner ersten Oberligasaison 1950/51 erkämpfte er sich einen Stammplatz als Mittelfeldspieler in der Chemiemannschaft und bestritt alle 34 Punktspiele. Als rechter Außenläufer bestritt er am 20. Mai 1951 auch das Entscheidungsspiel um die DDR-Meisterschaft 1950/51, das Chemie Leipzig mit 2:0 gegen Turbine Erfurt gewann. Bis zum 7. Oktober 1952 bestritt Scherbaum, weiterhin im Mittelfeld eingesetzt, alle Oberligapunktspiele der BSG Chemie.
Nachdem er so 75 Punktspiele für Chemie bestritten und sechs Tore erzielt hatte, trat er in die Kasernierte Volkspolizei (KVP) ein und wechselte zum Lokal- und Oberligarivalen SV Vorwärts KVP Leipzig. Dort bestritt er alle restlichen 28 Punktspiele, zunächst wieder im Mittelfeld, zum Saisonende als Innenverteidiger. Ab April 1952 spielte die Mannschaft als ZSK Vorwärts in Ost-Berlin und musste nach Abschluss der Saison aus der Oberliga absteigen.
Noch als Spieler der BSG Chemie Leipzig führte Scherbaum am 21. September 1952 die Fußballnationalmannschaft der DDR zu ihrem ersten Länderspiel als Kapitän und als rechter Außenläufer auf den Platz. Die DDR verlor das Spiel in Polen mit 0:3. Bis 1958 bestritt Scherbaum stets als Mittelfeldspieler insgesamt fünf Länderspiele. 1954 wurde er auch in zwei Länderspielen der B-Nationalmannschaft eingesetzt.
Nach dem Abstieg aus der Oberliga bestritt Scherbaum mit dem ZSK Vorwärts, wo er inzwischen zum Mannschaftskapitän ernannt worden war, als rechter Läufer alle 26 Punktspiele in der zweitklassigen DDR-Liga und war so entscheidend am sofortigen Wiederaufstieg beteiligt. Am 3. Juli 1954 stand er mit der Vorwärtsmannschaft auch im Endspiel um den DDR-Fußballpokal, das der Berliner Zweitligist überraschend gegen den Oberligisten Motor Zwickau mit 2:1 gewann. In der folgenden Oberligasaison 1954/55 bestritt Scherbaum bis zum Januar 1955 noch 14 Punktspiele als Mittelfeldspieler für Vorwärts Berlin, von Februar bis Juli 1955  war er zum Zweitligisten SK Vorwärts Leipzig, der damals an die Stelle des SC DHfK Leipzig II trat, delegiert, wo er in allen 12 Punktspielen in der DDR-Liga zum Einsatz kam.
Im Sommer 1955 beendete Scherbaum seinen Dienst in der Kasernierten Volkspolizei und schloss sich dem 1954 gegründeten Oberligisten SC Rotation Leipzig an. Am 25. September 1955, dem 4. Spieltag der Übergangsrunde, die zur Angleichung an die ab 1956 geltende Kalenderjahr-Saison durchgeführt wurde, bestritt er in der Begegnung SC Rotation – SC Aktivist Brieske-Senftenberg (4:2) sein erstes Punktspiel für den Leipziger Klub. Zunächst spielte er als Innenverteidiger, später auf der gewohnten Position des rechten Außenläufers. Vorwiegend auf diesem Posten bestritt Scherbaum in der Spielzeit 1956 alle Oberligaspiele. 1957 setzte ihn der neue Trainer Hans Studener wieder als Innenverteidiger ein, und Scherbaum bestritt bis 1959 auf dieser Position ohne Unterbrechung alle Oberligaspiele. 1960 absolvierte Scherbaum seine letzte Oberligasaison. Nach wie vor als Stammspieler in der Innenverteidigung kam er noch einmal auf 24 Einsätze und kam damit für den SC Rotation Leipzig auf 138 Oberligaspiele (1 Tor).

## Stationen als Trainer
Nach seiner Karriere als Fußballspieler arbeitete Horst Scherbaum zunächst als Nachwuchstrainer bei Rotation Leipzig und dem Fußballverband der DDR (DFV). 1963 wurde Scherbaum Cheftrainer beim SC Motor Karl-Marx-Stadt, 1966 in FC Karl-Marx-Stadt umgebildet, und konnte 1967 mit dem FCK auch als Trainer die DDR-Meisterschaft gewinnen. Von 1969 bis 1971 war er Trainer bei Sachsenring Zwickau, bevor er von 1971 bis 1976 den Trainerposten beim 1. FC Lokomotive Leipzig besetzte. Mit den Leipzigern konnte er 1976 den FDGB-Pokal gewinnen und erreichte außerdem 1974 das Halbfinale im UEFA-Pokal, wo die Leipziger gegen Tottenham Hotspur ausschieden. Nach seiner Laufbahn als Trainer hatte Scherbaum diverse Funktionärsposten beim DFV und beim 1. FC Lok Leipzig inne.

## Auszeichnungen
- 1966: Erinnerungsplakette des DFV[1]